# 紫芳草
紫芳草（学名：Exacum affine）为龙胆科藻百年属下的一个种，是葉門索科特拉島的特有種植物。德國植物學家施維因富特在1881年索科特拉島考察時收集了紫芳草的種子，部分種子流入園藝市場後紫芳草開始散布到全世界。紫芳草是一種小型草本二年生植物，葉子呈深綠色卵形。紫色的小花有五瓣花瓣，並有一個黃色的中心，帶有香味。

## 文化

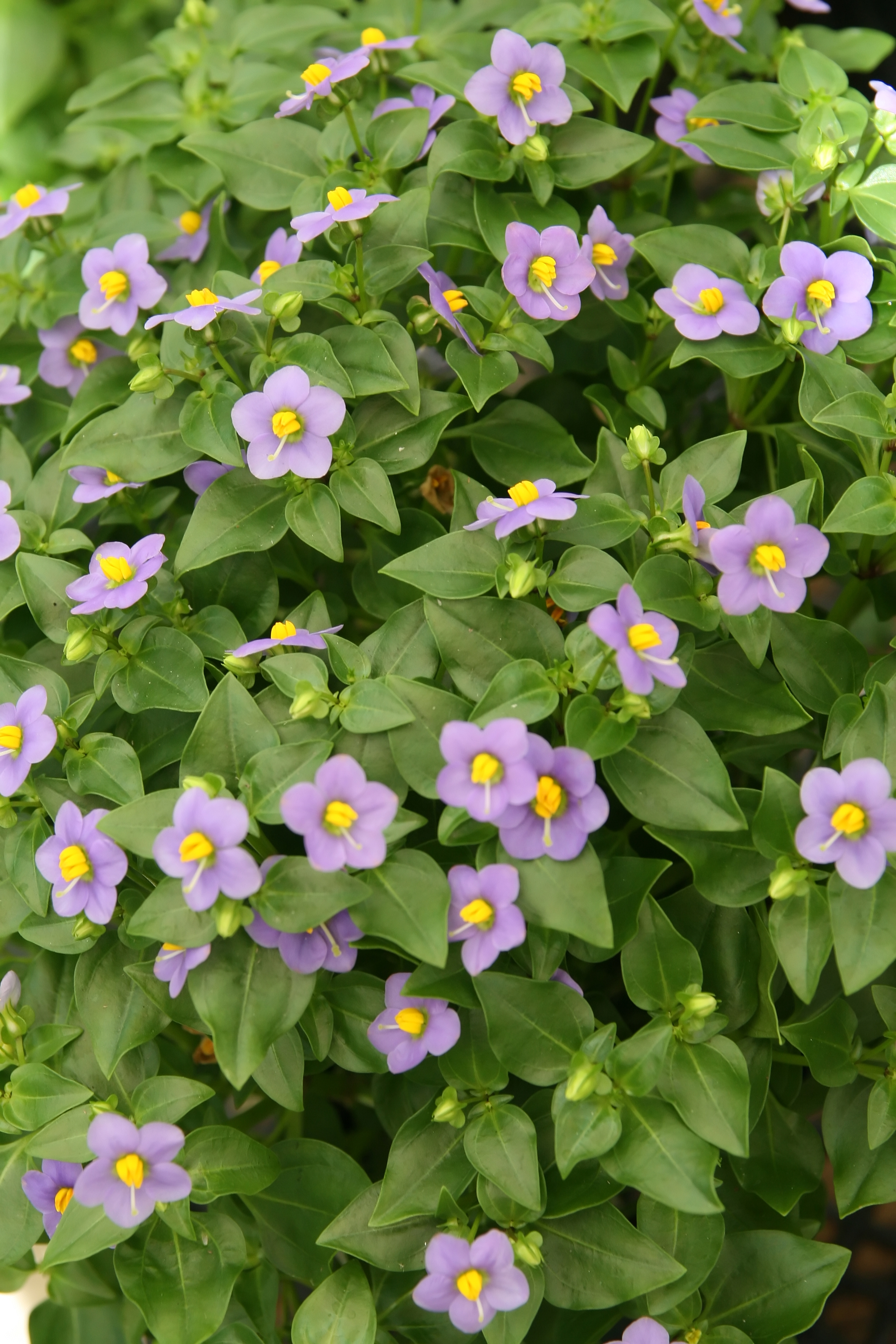

- 在泰国，紫芳草是诗琳通公主的代表花，也是以此命名[2]。